# Gastronomía de Sierra Leona
La gastronomía sierraleonesa son las en las tradiciones y prácticas culinarias de Sierra Leona, similar a la de otras gastronomías de África occidental.

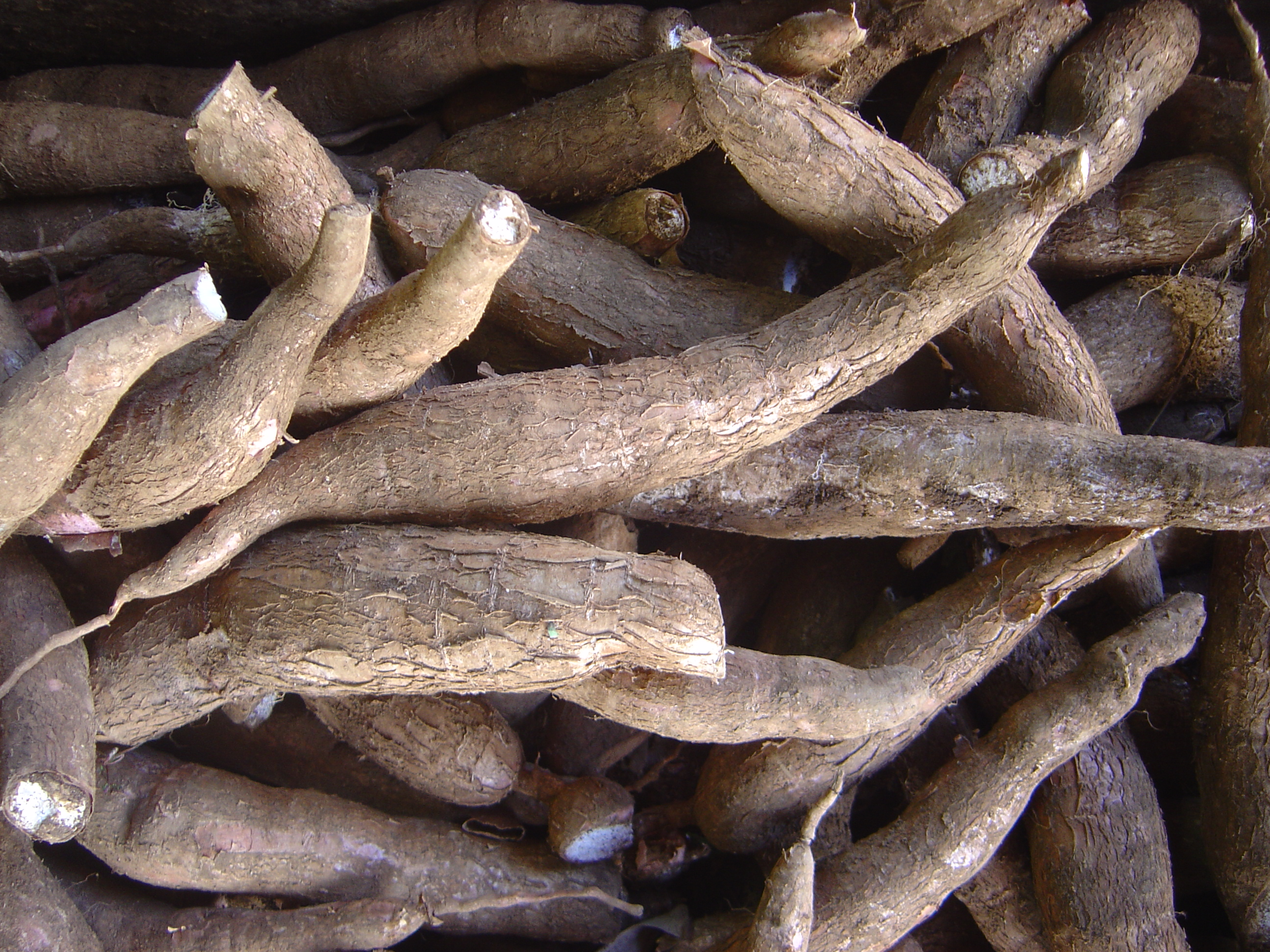
Raíces de yuca.

Un alimento muy común en Sierra Leona es el arroz, que generalmente se sirve como guarnición para las comidas, y se considera tan omnipresente que muchos sierraleoneses consideran que una comida no está completa sin él. Otro alimento básico popular es la yuca, que se machaca para hacer fufu; Las hojas de la yuca se forman en un guiso verde. El aceite de palma y los cacahuetes también se consumen ampliamente, y aunque los ñames se encuentran en Sierra Leona, no son un pilar de la dieta como lo son en otras partes de África occidental.
De carnes, destaca la carne de cabra, de pollo y de res, y más raramente, carne de cerdo.

## Estofados

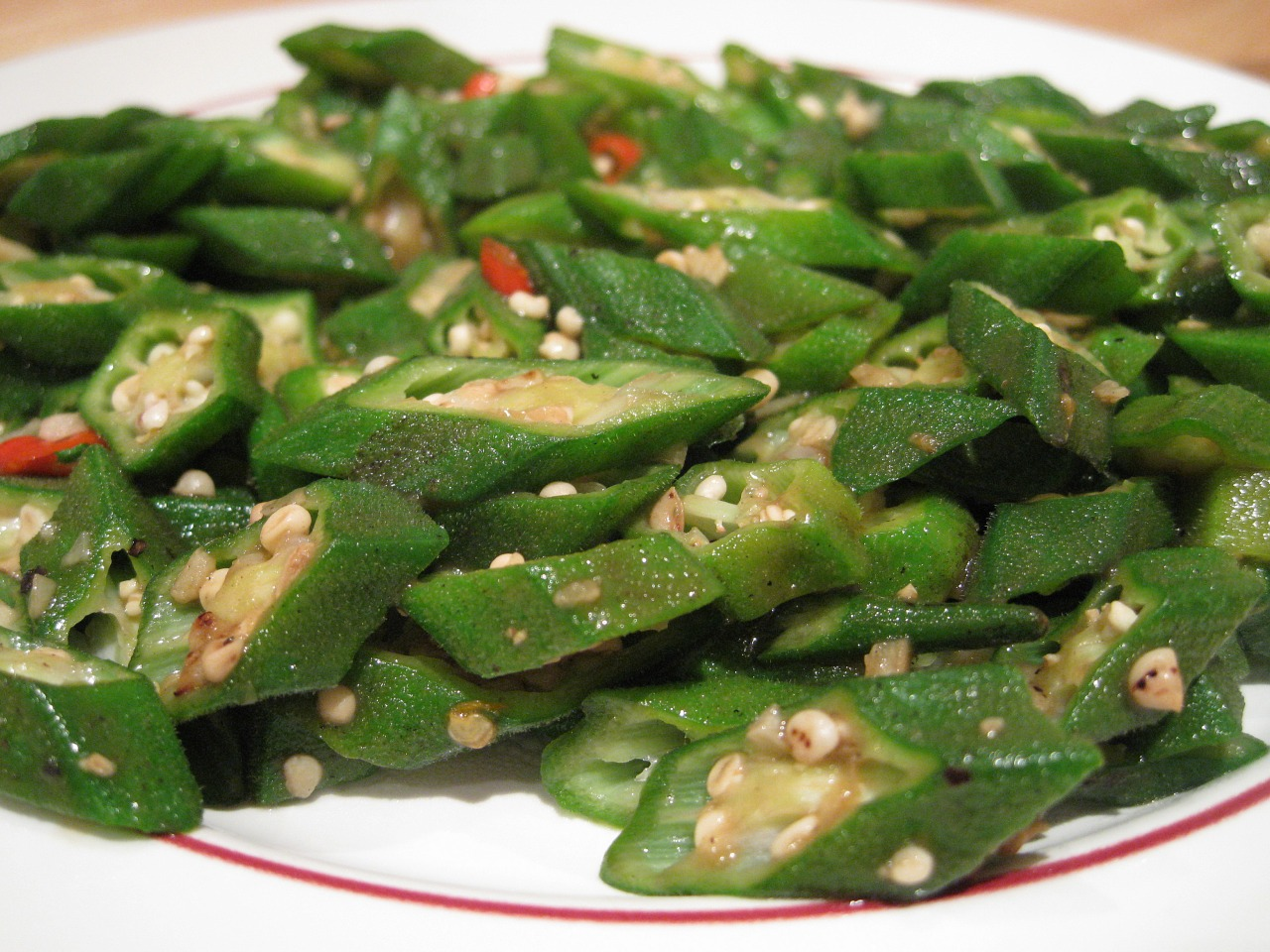
Quingombó (okra) salteado.

Los estofados y guisos son una parte fundamental de la cocina de Sierra Leona, y los de hoja de yuca se han denominado el plato nacional del país. El estofado a menudo se sirve simultáneamente con arroz jollof o blanco, o tentempiés de plátano, akara, ñame o yuca. El guiso de cacahuete, también llamado maafe, por ejemplo, a menudo consiste en pollo y verduras con cacahuete molido.

### Hojas de yuca
Las hojas de yuca son un ingrediente importante para cocinar en Sierra Leona y se consideran el alimento básico principal. Para prepararlos, se lavan las hojas de yuca más tiernas, luego se golpean muy finamente o se magullan con una mano de mortero y mortero, y luego se trituran finamente antes de cocinarlas. Las hojas se agregan a la salsa palaver, que se hace con aceite de palma roja, mezclado con otros ingredientes, como cebolla, pimiento, pescado, carne y verduras para crear un guiso. El guiso es uno de los favoritos entre los sierraleoneses en casa y en el extranjero. Para darle al plato un sabor más exquisito, se usa aceite de coco en lugar de aceite de palma.

## Cerveza de jengibre
La cerveza de jengibre, a pesar de su nombre, es una bebida no-alcohólica y generalmente se elabora de forma casera con jengibre y endulzada con azúcar al gusto. A veces también se le agrega clavo de olor y jugo de lima para darle sabor.

### Obras citadas
- Albala, Ken (2011). Food Cultures of the World Encyclopedia 1. ABC-CLIO. ISBN 9780313376269.
- LeVert, Suzanne (2007). Sierra Leone. Marshall Cavendish. ISBN 9780761423348.

- Datos: Q7511460
- Multimedia: Cuisine of Sierra Leone / Q7511460